# Karl Friedrich Jahr
Karl Friedrich Jahr (* 14. August 1904 in Brüel; † 21. Juni 1973 in Berlin) war ein deutscher Chemiker und Professor für Anorganische Chemie an der Freien Universität Berlin.

## Leben und Wirken
Jahr trat zum 1. April 1930 der NSDAP bei (Mitgliedsnummer 219.916). Im selben Jahr wurde er an der Universität Göttingen bei Gerhart Jander mit einer Arbeit über „Aufbau und Abbau hochmolekularer anorganischer Verbindungen in Lösung am Beispiel der Molybdänsäuren“ promoviert. Er folgte Jander als Assistent an das Kaiser‐Wilhelm‐Institut für Physikalische Chemie und Elektrochemie, Berlin‐Dahlem, und 1935 an die Universität Greifswald, wo er sich habilitierte.
Nach dem Zweiten Weltkrieg folgte er Jander an die TU Berlin und wurde 1954 als Professor für Anorganische Chemie an die FU Berlin berufen. 1968 erschienen seine letzten Publikationen.
Er ist bekannt als Co-Autor der Maßanalyse mit Jander (zuerst 1935 erschienen) und befasste sich mit Maßanalyse (Titration), elektrochemischen Titrierverfahren, anorganischen Polysäuren, Polybasen und Peroxidverbindungen und Kryoskopie in Salzlösungen.

## Schriften
- mit Gerhart Jander: Maßanalyse, 19. Auflage, De Gruyter, Berlin/Boston 2020, Sammlung Göschen, ISBN 978-3-11-083806-0.